# Scaphiella mico
Espèce
Scaphiella mico est une espèce d'araignées aranéomorphes de la famille des Oonopidae.

## Distribution
Cette espèce est endémique du département d'Izabal au Guatemala,. Elle se rencontre à Las Escobas vers 400 m d'altitude dans les montañas del Mico.

## Description
Le mâle holotype mesure 1,39 mm.

## Étymologie
Cette espèce est nommée en référence au lieu de sa découverte, les montañas del Mico.

## Publication originale
- Platnick & Dupérré, 2010 : The goblin spider genus Scaphiella (Araneae, Oonopidae). Bulletin of the American Museum of Natural History, no 332, p. 1-156 (texte intégral).